# Nakkerud
Nakkerud este o localitate din comuna Ringerike, provincia Buskerud, Norvegia, cu o suprafață de 0,39 km² și o populație de 349 locuitori (2013).